# Paul Stancliffe
Paul Ian Stancliffe (Sheffield, 5 maggio 1958) è un ex calciatore inglese, di ruolo difensore.

## Caratteristiche tecniche
Era un difensore centrale.

## Carriera

### Giocatore
Esordisce tra i professionisti all'età di 17 anni nella stagione 1975-1976 con la maglia del Rotherham Utd, club neopromosso nella terza divisione inglese; gioca in questa categoria fino al termine della stagione 1980-1981, anno in cui i Millers vincono il campionato venendo quindi promossi in seconda divisione, categoria nella quale Stancliffe milita nella stagione 1981-1982.
Nella parte conclusiva della stagione 1982-1983, nella quale aveva precedentemente giocato sempre in seconda divisione col Rotherham United, viene ceduto allo Sheffield Utd, club della sua città natale, militante in terza divisione; al termine della stagione 1983-1984 conquista una promozione in seconda divisione, categoria nella quale gioca stabilmente da titolare con le Blades nel biennio successivo. Al termine della stagione 1987-1988 il club retrocede in terza divisione, conquistando però due promozioni consecutive nei due campionati successivi. Al termine della stagione 1989-1990, giocata quindi nuovamente in seconda divisione e terminata con una promozione in prima divisione, Stancliffe esordisce quindi in prima divisione con lo Sheffield United: la sua permanenza in massima serie è comunque di breve durata, visto che ci gioca solamente 3 partite e trascorre in realtà gran parte della stagione prima in prestito al Rotherham United (5 presenze in terza divisione) e poi al Wolverhampton (17 presenze in seconda divisione), a cui viene ceduto a titolo definitivo dopo quasi otto anni nello Sheffield United, la maggior parte dei quali trascorsi come capitano del club. Conclude infine la stagione 1990-1991 allo York City, club di terza divisione, con cui al termine della stagione 1992-1993 vincendo i play-off conquista una promozione in seconda divisione, categoria nella quale trascorre la stagione 1993-1994, la sua ultima in carriera.

### Allenatore
Ha lavorato allo York CIty prima come vice allenatore della prima squadra e poi come allenatore delle giovanili; è inoltre stato per vari anni allenatore della squadra Under-18 del Doncaster.

## Palmarès

### Giocatore

#### Competizioni nazionali
- Third Division: 1

Rotherham United: 1980-1981